# Michael Koch (Fußballspieler, 1953)
Michael Koch (* 24. Juni 1953) ist ein ehemaliger deutscher Fußballspieler. Er absolvierte 1974/75 insgesamt elf Zweitligaspiele für den FC 08 Homburg.

## Laufbahn
Der 20-jährige Nachwuchsspieler Michael Koch wurde von Trainer Uwe Klimaschefski in der letzten Saison der alten zweitklassigen Fußball-Regionalliga Südwest, 1973/74, erstmals am 25. November 1973 beim 3:2-Auswärtserfolg beim FV Speyer in der Ligaelf der Grün-Weißen eingesetzt. Da sich Homburg als Tabellendritter für die neueingeführte 2. Fußball-Bundesliga zur Saison 1974/75 qualifiziert hatte, spielte er im ersten Jahr des neuen Bundesligaunterbaus in der 2. Liga. Die Elf vom Waldstadion begann die Runde unter dem neuen Trainer Herbert Wenz, ehe im Laufe des Septembers 1974 wieder Uwe Klimaschefski die Trainingsleitung übernahm. An der Seite der Leistungsträger wie Albert Müller, Gerhard Pankotsch, Manfred Lenz, Harald Diener und Torjäger Otmar Ludwig (21 Tore) fungierte Michael Koch als Ergänzungsspieler. Namensvetter Heinz Koch kam dagegen auf 23 Einsätze. Homburg belegte den 14. Rang und Michael Koch schloss sich zur Saison 1975/76 dem FC Rodalben an.

## Nach dem Fußball
Nach seiner Karriere war er mehrere Jahre Mitgesellschafter des Sporthaus Klees und war als Lokalpolitiker für die FWG Homburg tätig.
Seit 2016 ist er als Bestandteil der Kochsendung Mit Herz am Herd zusammen mit Cliff Hämmerle und Verena Sierra beim Fernsehprogramm des saarländischen Rundfunk im SR Fernsehen zu sehen. Seit 2020 ist er Mitglied des vierköpfigen Vorstands des FC Homburg und dort für den Bereich Sport zuständig.